# МТФ «Восход»
МТФ «Восход» — посёлок в Эртильском районе Воронежской области.
Входит в состав городского поселения Эртиль.

## География
К востоку от посёлка - оз. Эртильское и р.Большая Эртиль.

### Улицы
- ул. Ватутина
- ул. Гайдара
- ул. Заречная
- ул. Пролетарская

## Население
| 2000 | 2010 |
| ---- | ---- |
| 479  | ↘394 |

Население поселка в 2005 году составляло 439 человек.